# Relações entre Armênia e Índia
As relações armeno-indianas foram estabelecidas em 31 de agosto de 1992. Ainda que, a Índia tenha reconhecido a Armênia em 26 de dezembro de 1991, tais relações se deram nos primeiros contatos entre as duas civilizações que remontam há 2.500 anos atrás, durante o V século d.C. Desde 1999 a Armênia possui uma embaixada em Nova Deli e a Índia, por sua vez, uma embaixada em Ierevan. Há aproximadamente 500 armeno-descendentes vivendo na Índia.